# Campus de l’Institut polytechnique de Paris
Pour un article plus général, voir École polytechnique (France).
 (septembre 2022).
Le campus de l’Institut polytechnique de Paris (historiquement, campus de l'École polytechnique), aussi appelé platal dans l'argot polytechnicien, est situé à Palaiseau et a été inauguré en 1976. Il constitue une partie du campus du pôle technologique et scientifique Paris-Saclay, en cours d'aménagement depuis 2010.

## Histoire
À sa création en 1794, l'École est située dans les dépendances du palais Bourbon puis transférée à l'hôtel de Lassay l'année suivante. Lorsqu'il militarise l'École, Napoléon Ier l'installe sur la montagne Sainte-Geneviève à Paris, dans les anciens locaux des collèges de Navarre, Tournai et Boncourt, aujourd'hui ministère de l'Enseignement supérieur et de la Recherche. 
Au courant de l'histoire, il y eut plusieurs projets de déménagement de l'École. En particulier, en 1850, le projet de transfert de l'École au château de Meudon est avancé par les partisans d'une militarisation plus poussée de Polytechnique. Le discours du général de Lamoricière (X 1824) à l'Assemblée nationale a finalement raison de ce projet : « On a besoin pour cette École, la première de l'Europe, des hommes les plus distingués qui sont à Paris et qu'on ne conserverait pas en transportant l'École ailleurs. » Cet argument sera repris à la fin des années 1960 par les opposants au déménagement de l'École à Palaiseau.
En effet, après la guerre, l'École entame une longue réforme. En 1945 le pavillon Joffre est démoli (à l'exception de la façade) et les bâtiments modernisés. En 1956 la décision est prise de porter à 300 l'effectif des promotions, ce qui nécessite de nouveaux aménagements des pavillons Joffre et Foch. 
En 1961, la « commission des 400 » étudie le passage de 300 à 400 élèves par promotion et conclut que même dans le cas d'un maintien à 300 élèves le déménagement de l'École est nécessaire. En effet, malgré les extensions réalisées durant tout le XIXe siècle et les constructions entreprises au XXe siècle, l'École ne dispose que de 3,5 hectares au Quartier latin. Le Premier ministre Michel Debré crée alors une commission chargée de la nouvelle implantation et dès 1963 Edgard Pisani propose le site de Palaiseau dans l'Essonne, sur le plateau de Saclay. La même année l'AX rend un rapport favorable au transfert, à condition qu'il se fasse en région parisienne, sur un terrain d'au moins 200 hectares, bien desservi par les transports et à proximité d'autres écoles et universités. La décision officielle du transfert est prise en 1964 et un concours est lancé en 1967, remporté par l'architecte Henry Pottier, premier second Grand prix de Rome (1944). Le projet initial d'Henry Pottier est quelque peu remanié, en particulier les logements des élèves. En 1967 les déménagements de l'École nationale supérieure de techniques avancées, de l'École nationale des ponts et chaussées et de l'Institut national agronomique sur le plateau de Saclay sont déjà projetés.
Les travaux à Palaiseau commencent en 1970 mais à partir de 1972 les polytechniciens manifestent leur désaccord avec le projet, en particulier par la création du groupe X Montagne Sainte-Geneviève (GXM) qui regroupe les opposants au projet. Ces derniers organisent un vote par correspondance auprès des membres de l'Association des anciens élèves (AX) qui révèle une forte opposition au projet (75 % contre). Le désaccord est encore plus net chez les élèves. Le GXM propose en particulier une rénovation totale du site originel de l'École mais lors de l'assemblée générale de l'AX de juin 1976 le président du Conseil de l'École confirme le transfert et annonce que les autres écoles ne vont pas rejoindre le plateau de Saclay.

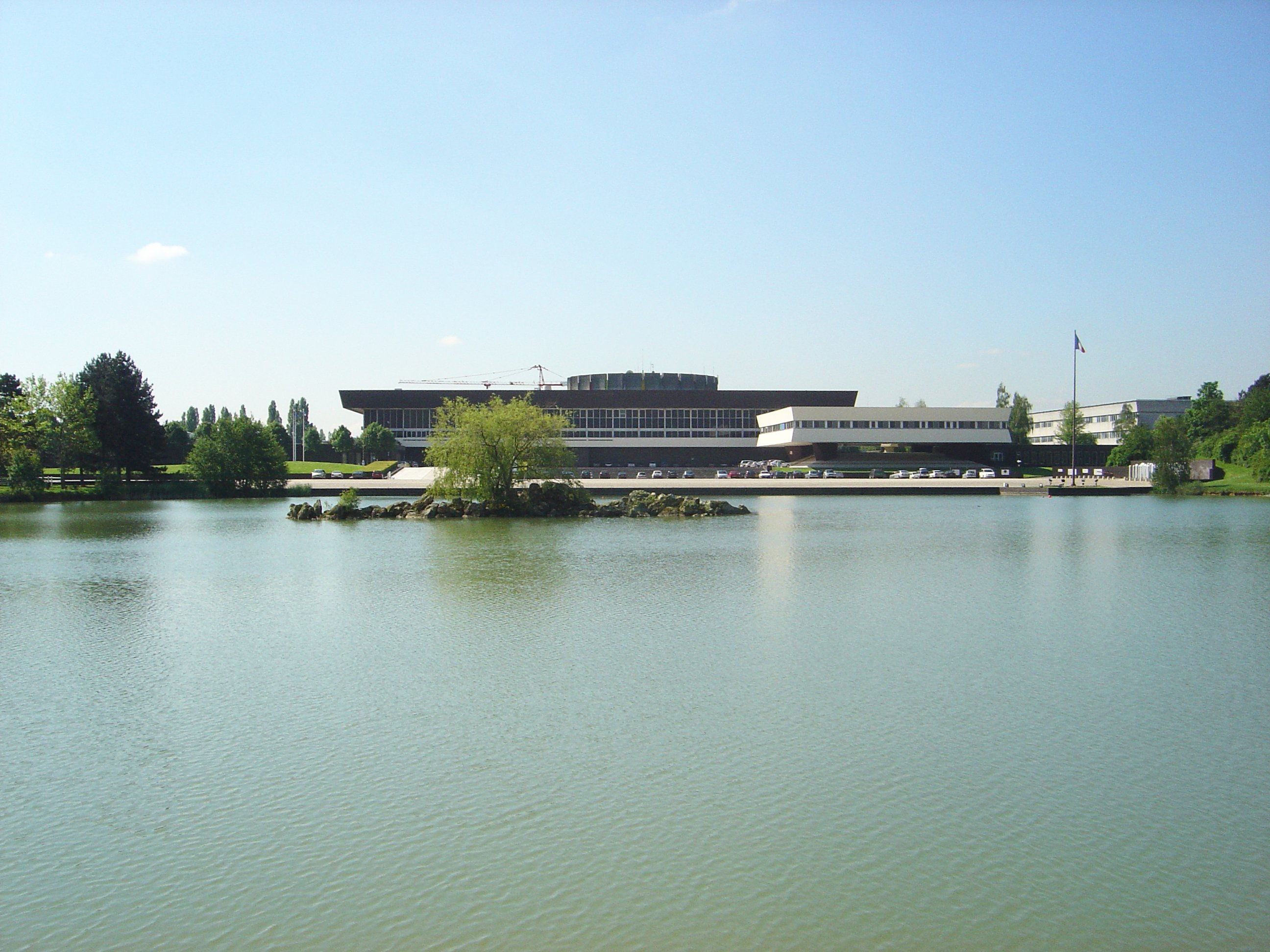
Vue du grand hall depuis le lac.

En 1976 le nouveau campus de Palaiseau, d'une superficie de 160 hectares avec une surface bâtie de 194 238 m2, est inauguré par Valéry Giscard d'Estaing. Estimé à 169 millions de francs en 1969, le coût final des travaux se serait élevé à 378 millions de francs. La promotion 1975, de retour de son service militaire, y fait sa rentrée au mois d'août 1976. Le campus conserve certains noms des anciens bâtiments de la montagne Sainte-Geneviève, par exemple le pavillon Boncourt est toujours le pavillon de commandement et les pavillons Foch et Joffre sont restés des résidences pour les élèves,.

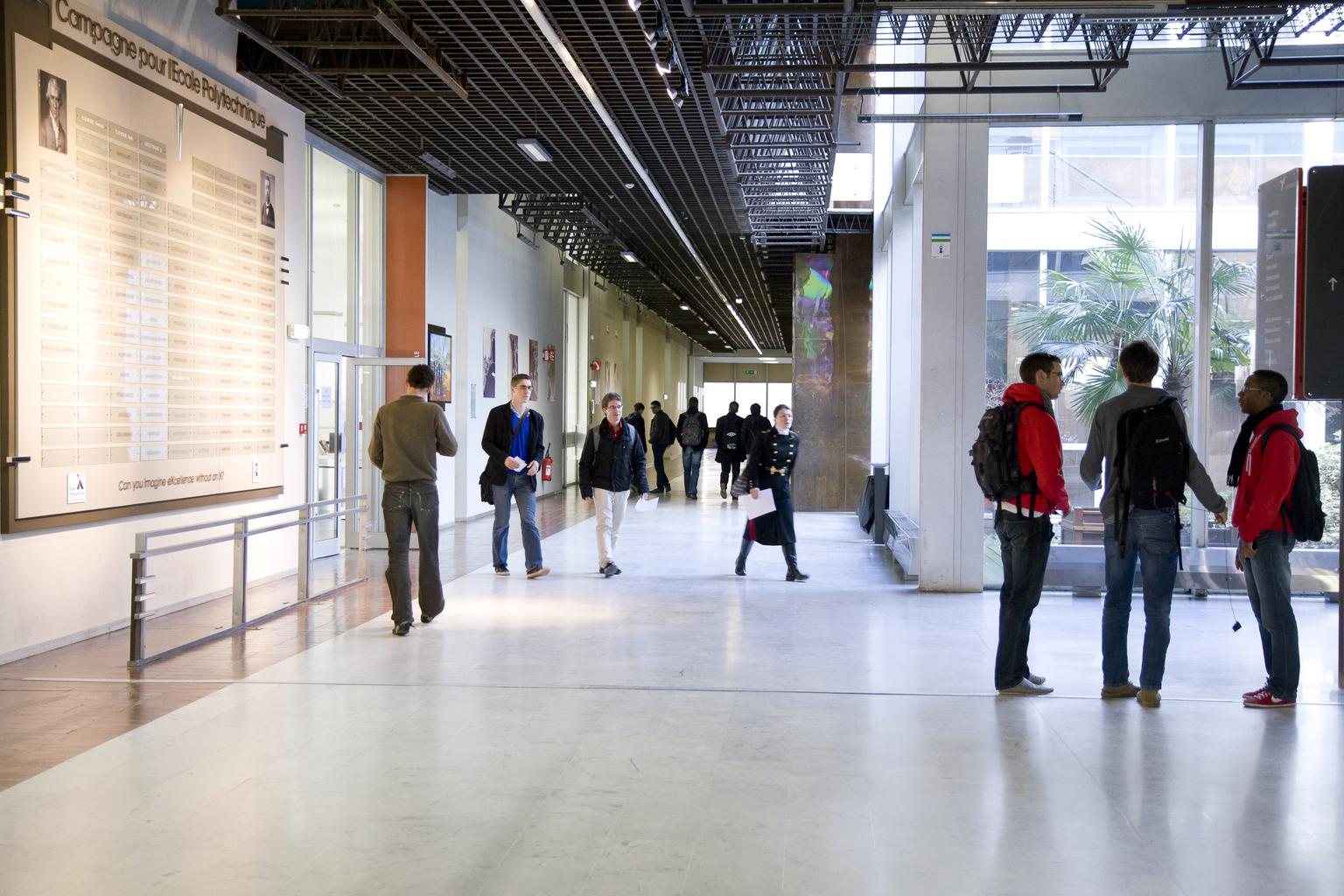
Hall de l'École.

En février 1998, le polytechnicien Jacques Attali rend son rapport intitulé Pour un modèle européen d'enseignement supérieur. Concernant Polytechnique, il préconise en particulier la création d'un campus à Paris-Saclay, par la mise en commun des moyens de l'École polytechnique, des universités d'Orsay, d'HEC Paris, de Supélec, de l'École centrale Paris et des organismes de recherche présents dans ce périmètre.
En 2006, SupOptique rejoint le campus, ouvrant la voie à l'ENSTA ParisTech en 2012. D'autres écoles doivent rejoindre le campus : l'ENSAE ParisTech en 2016, Télécom ParisTech et une partie de Télécom SudParis en 2017.
À partir de 2007, le projet de campus du plateau de Saclay prend une impulsion nouvelle à l'initiative de Nicolas Sarkozy, alors ministre de l'Intérieur et de l'Aménagement du territoire. Ce dernier souhaite la création d'une « Silicon Valley à la française » sur le plateau, et le projet est ainsi renommé Paris-Saclay, incluant également des territoires hors du plateau comme Versailles ou Saint-Quentin-en-Yvelines. En septembre 2009, le plan Campus prévoit l'investissement de 850 millions d'euros sur le plateau de Saclay. En novembre 2010, le campus de Saclay bénéficie d'un milliard d'euros au titre du grand emprunt. En février 2012, l'IDEX Paris-Saclay est sélectionné pour un montant de 950 millions d'euros. L'opération s'inscrit parallèlement dans le cadre du Grand Paris et le campus Paris-Saclay doit bénéficier du futur réseau Grand Paris Express avec la station Polytechnique. Le 30 octobre 2012, le Premier ministre Jean-Marc Ayrault confirme l'investissement de près de 3 milliards d'euros sur le plateau.
Le plan local d'urbanisme du quartier de l'École polytechnique prévoit la transformation du site actuel de l'École, fermé, en véritable quartier, vivant et ouvert à tous et relié à la ville, appelé « quartier ouest de Polytechnique » (QOX).

## Infrastructures

Plan du campus.

### Enseignement et recherche

#### Bâtiments de Polytechnique
Les bâtiments du campus regroupent 50 salles de cours et de travaux pratiques ; 16 amphithéâtres (le plus grand est l'amphithéâtre Poincaré d'une capacité de 780 places) ; 5 laboratoires de langue ; 22 laboratoires de recherche ; une bibliothèque ; un centre poly-média ; des ateliers de dessin, de peinture, de modelage, de gravure, de photographie, d'architecture ; 11 salles de réunion.
Le projet de rénovation du bâtiment central de l’École polytechnique, lancé en 2023 représente un investissement de 130 millions d’euros. Il est financé par l’État à travers le ministère des Armées (53 M€) et le ministère de l’Enseignement supérieur (7 M€), le reste étant couvert par un emprunt de 70 M€ auprès de la Banque européenne d’investissement. La rénovation du bâtiment s’intègre dans un projet plus large de réhabilitation de l’École polytechnique et du campus de l’Institut Polytechnique de Paris, dont le coût total est estimé à 440 millions d’euros. Les travaux doivent débuter au deuxième trimestre 2026 pour s’achever courant 2029, avec pour objectif de moderniser les espaces pédagogiques tout en valorisant l’héritage architectural du site.

#### Bâtiments de l'ENSTA
Le 3 octobre 2024, l'École polytechnique et ENSTA Paris ont inauguré le nouveau Pôle de Mécanique, fruit d’un programme de travaux lancé trois ans auparavant. Cette structure de plus de 10 000 m² réunit sur le campus de Palaiseau les laboratoires de mécanique des solides, mécanique des fluides et mécanique du vivant des deux écoles, dans le cadre du département « mécanique et énergétique » de l’Institut Polytechnique de Paris. Conçue pour favoriser la mutualisation des équipements et stimuler les synergies scientifiques, elle se positionne comme un centre de recherche de référence à l’échelle nationale et internationale, à quelques pas du futur site ONERA.

### Bibliothèques

#### Bibliothèque centrale de l'X

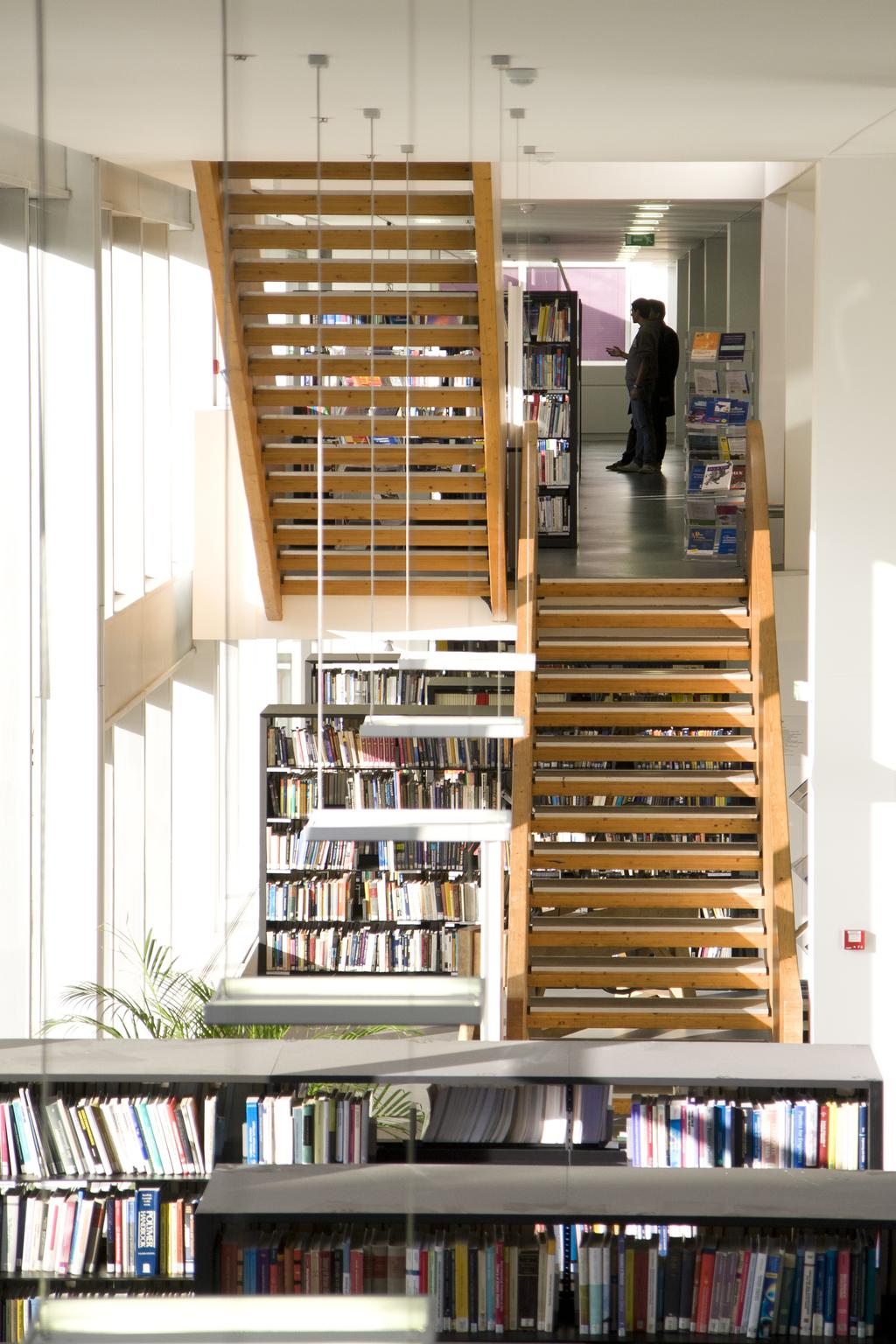
Intérieur de la bibliothèque.

La bibliothèque centrale de l'X (BCX) assure une triple mission, documentaire, culturelle et patrimoniale. Elle fournit aux enseignants, aux élèves, aux étudiants et aux chercheurs les documents nécessaires à leurs activités et offre à l'ensemble du personnel les moyens d'une pratique culturelle individuelle ou collective. Par dérogation, elle conserve les archives de l'établissement depuis 1794, ainsi que les collections muséographiques. La bibliothèque présente également durant l'année des expositions scientifiques et culturelles.
Les collections comportent environ 300 000 volumes, dont 2 709 titres de périodiques sur support papier. Il y a 381 titres de périodiques vivants auxquels il faut ajouter l'accès à plus de 5 000 revues électroniques. La coopération avec les laboratoires, qui participent à l'enrichissement de la base de données bibliographiques, permet d'avoir actuellement 182 804 monographies recensées et localisées dans toute l'École. Tous les domaines sont représentés, des sciences pures à la littérature et aux loisirs en passant par les langues, les sciences humaines et économiques. Près de 60 000 documents de ces domaines sont en libre accès dans les différents niveaux de la bibliothèque.
Depuis 1996 la BCX a entrepris plusieurs plans de numérisation en partenariat avec Gallica.
Le Centre de ressources historiques (CRH), est le service de la bibliothèque chargé du fonds de livres anciens (16 000 livres datés de 1456 à 1850, dont 5 incunables), des archives historiques et scientifiques de l'École, ainsi que des collections muséographiques et iconographiques. Les collections du Centre de Ressources Historiques sont consultables sur rendez-vous. La BCX abrite aussi un fonds muséographique, composé en particulier de 400 objets scientifiques anciens.
La Société des amis de la bibliothèque et de l'histoire de l'École polytechnique (SABIX), association créée en 1986 aide la Bibliothèque de l’École à sauvegarder ses richesses, développer ses activités, élargir
son rayonnement et affirmer sa politique patrimoniale : accroissement, restauration et mise en valeur de ses
collections de livres anciens, de documents d’archives et d’instruments scientifiques. Elle a aussi pour objet de mieux faire connaître au public le plus large possible l’histoire de l’École polytechnique et de
ses anciens élèves. Pour cela elle publie une revue semestrielle, le Bulletin de la SABIX.

### Sport

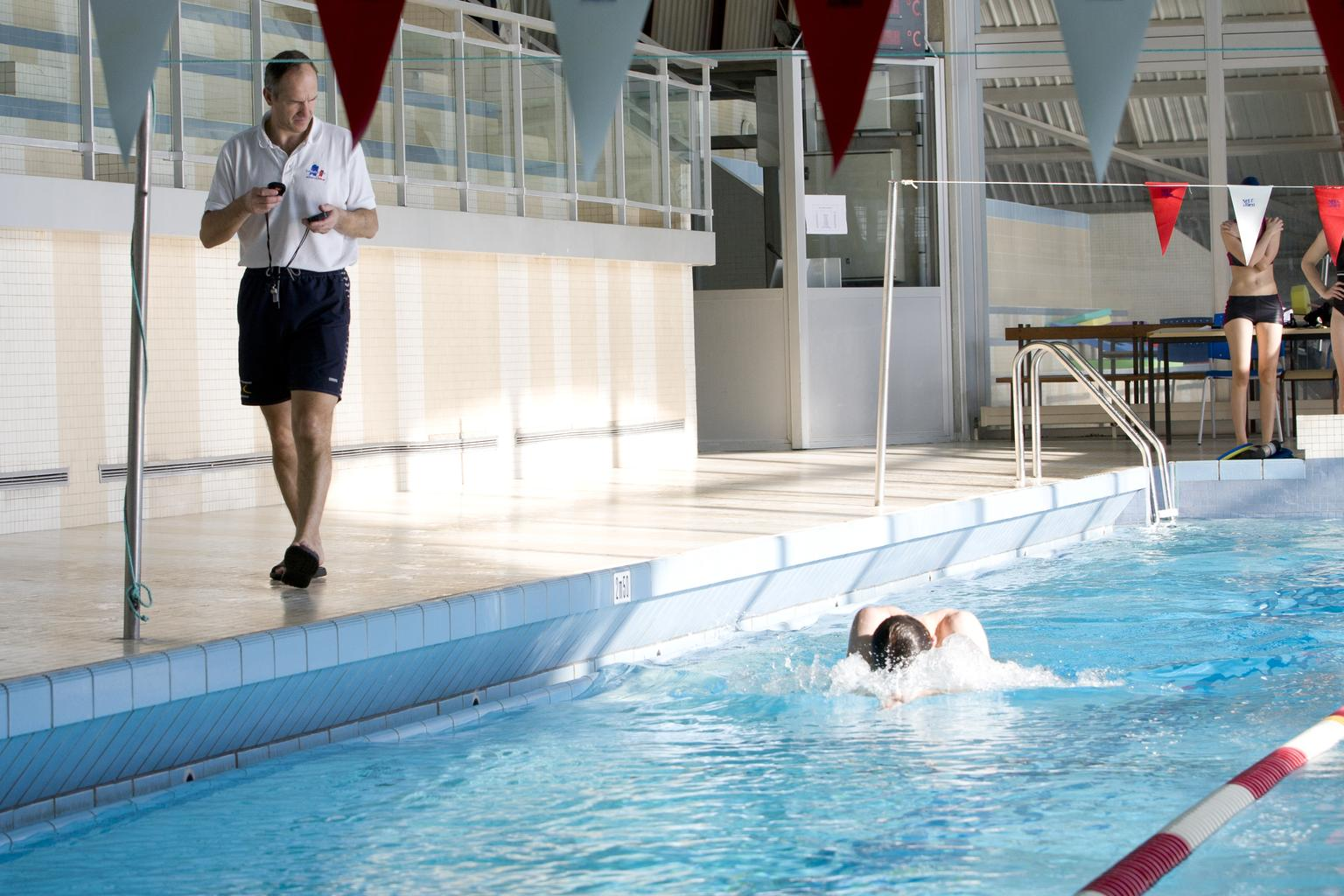
Piscine de l'École polytechnique.

Les élèves ont accès à des nombreuses infrastructures sportives,.
Les infrastructures couvertes comportent une salle de musculation, une salle d'armes de dix pistes, deux gymnases dont un commun avec l'ENSTA, deux piscines de 25 mètres, deux terrains de volley-ball, trois terrains de basket-ball et de handball, une salle d'escalade, un dojo, une salle de danse, un stand de tir, un alvéole gymnase pour l'aviron, deux alvéoles gymnase pour la boxe, un hangar à bateaux, deux terrains de tennis, une écurie et un manège d'équitation.
Les infrastructures extérieures offrent un centre équestre de 30 chevaux, un terrain de beach-volley, une pistes d'athlétisme, une aire de saut, une aire de lancer, un practice de golf (non entretenu), un lac semi-artificiel, trois terrains de football ordinaires et un stabilisé, trois terrains de rugby à XV, un terrain d'ultimate, deux terrain de basket, un terrain multisport, six courts de tennis.

### Logement

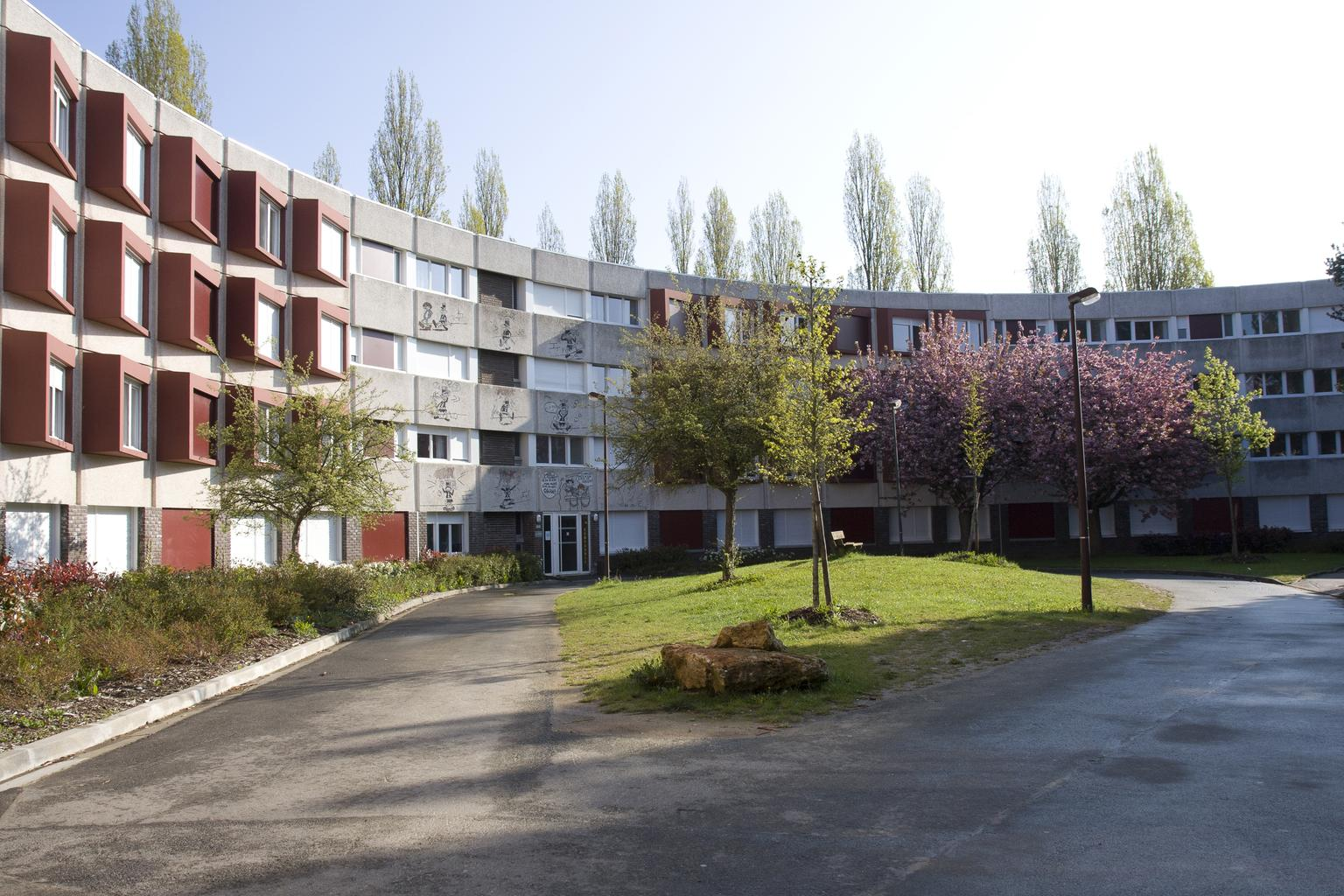
Une demi-lune.

Les élèves et étudiants de Polytechnique sont logés en chambre individuelle de 18 m2 avec WC et douche dans des caserts au nombre de 15, avec les résidences Joffre, Fayolle, Maunoury et Foch, en forme de demi-lune ; il y a six bâtiments dans la résidence Lemonnier et cinq dans la résidence Schaeffer, de forme cubique. À ceux-ci s'ajoutent quatre bâtiments réservés aux élèves mariés et aux cadres et dix villas pour les cadres principaux (dont quatre grandes). 
Le campus de l'ENSTA compte quant à lui cinq bâtiments de logements (E, N, S, T et A) totalisant 430 studios individuels avec sanitaires inclus et kitchenette personnelle. Chaque bâtiment comporte en plus un logement pour deux personnes.
Dans le cadre de sa stratégie de neutralité carbone, l’École polytechnique engage en 2025 un nouveau chantier de décarbonation sur son campus de Palaiseau. Porté par l’entreprise Accenta, le projet vise à remplacer le chauffage au gaz d’une résidence de 73 logements par un mix énergétique innovant, combinant géothermie et énergie solaire photovoltaïque. Grâce à un système de sondes géothermiques, de pompes à chaleur haute performance et de panneaux solaires en toiture, cette solution devrait réduire les émissions de CO₂ de 78 % et la consommation d’énergie finale de 60 %. Le dispositif intègre aussi des bornes de recharge électrique et servira de site pilote pour des expérimentations scientifiques sur la gestion intelligente de l’énergie.

### Transports
Le campus est relié à Paris par différents moyens de transport. Un chemin piétonnier (comportant un escalier de 300 marches environ) permet de se rendre à la gare de Lozère où passent le RER B (station Lozère - École polytechnique), le N122 (arrêt Les Suisses-Lozère RER) et la ligne 19 de Paris-Saclay. Quatre arrêts d'autobus permettent de plus d'accéder à la station Massy - Palaiseau (RER B, RER C et TGV Atlantique), à Supélec, au CEA de Saclay ainsi qu'à l'aéroport d'Orly : École polytechnique (D 128), Polytechnique Laboratoire, Polytechnique Lozère et ENSTA - Les Joncherettes des réseaux Paris-Saclay et Île-de-France Ouest (lignes 14, 91-06 et 91-10). Depuis 2009 ces dernières lignes empruntent le transport en commun en site propre (TCSP) Massy - Saint-Quentin, ainsi le temps de parcours entre la gare de Massy et l'École polytechnique est de 8 minutes au lieu de 16 auparavant.
Un service de bus nocturnes, dénommé Noctilien, est également disponible depuis décembre 2020. Ainsi, la ligne N63 relie, toutes les nuits de l'année, le campus et la gare Montparnasse à Paris.
Le campus dispose aussi de son propre service d'autopartage appelé « Key'Lib » qui propose de réserver sur Internet des voitures stationnées cour Ferrié et accessibles en permanence. La durée de location peut aller d'une heure à un weekend entier, voire une semaine durant les vacances scolaires. Des stations sont aussi disposées à HEC, Supélec, Centrale Paris et à l'ENS Cachan. De plus quatre parkings sont situés sur le campus, dont un pour les élèves et un pour les visiteurs.
À partir de 2027, la ligne verte du Grand Paris Express (aussi appelée ligne 18), avec la station Palaiseau sur le campus de l'École polytechnique,, reliera l'École à Nanterre et à l'aéroport Paris-Orly et permettra de rejoindre le centre de Paris en 30 minutes.

### L'institution militaire
Les cérémonies militaires tels que les couleurs et les passations de drapeau ont en général lieu sur la cour d'honneur au pied du bâtiment principal. La cour des cérémonies en bordure du lac est employée de façon exceptionnelle (notamment pour le monument aux morts qui s'y trouve).

### Autres

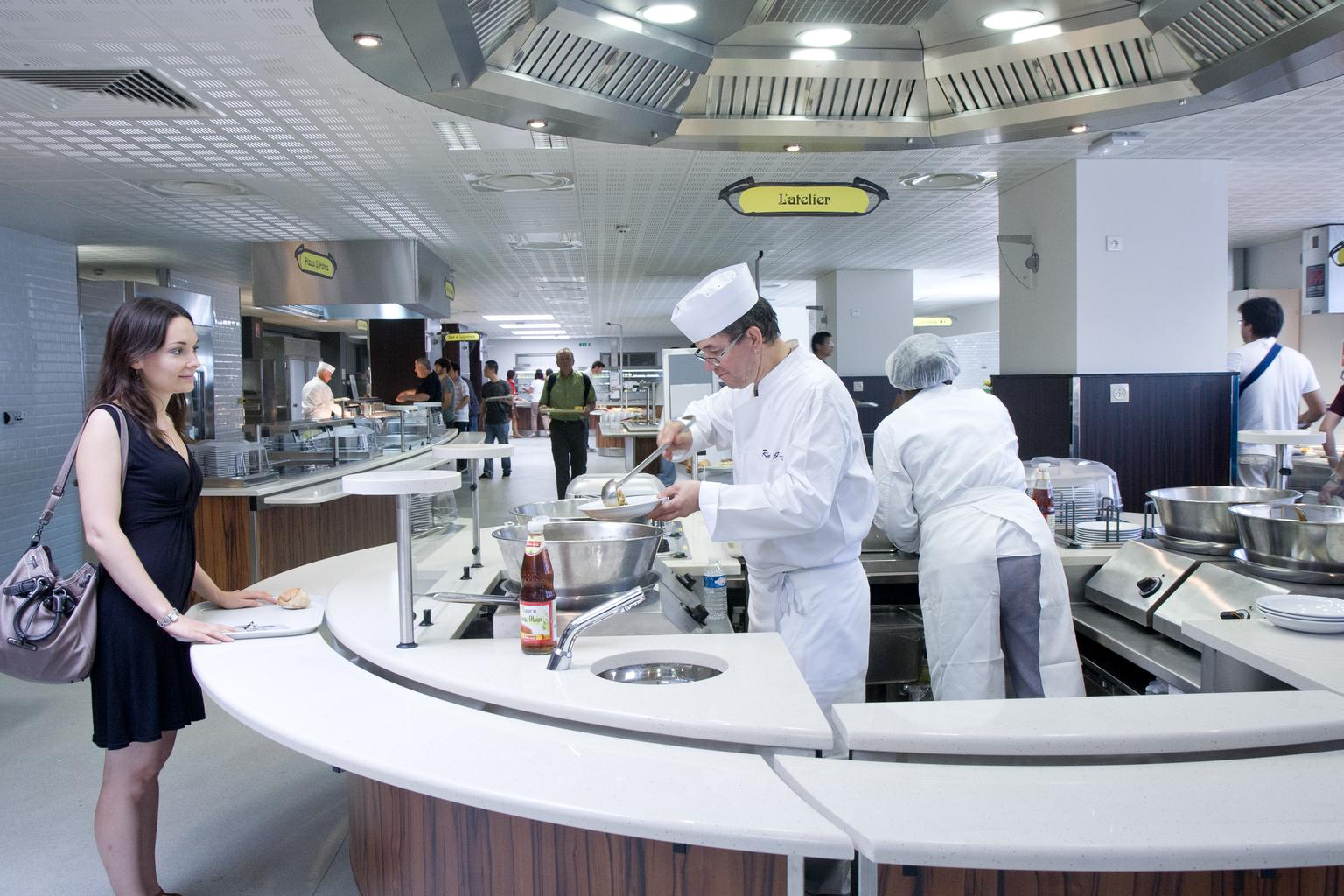
Le Magnan, restaurant de l'École.

Il y a aussi de nombreux services de proximité. Concernant le logement et la restauration, il y a une maison d'hôtes de 56 chambres, un service de restauration, le Magnan, servant jusqu'à 3 000 repas par jour, ainsi que deux cafétérias : Safran dans le hall de Polytechnique et Cœur de Blé à l'ENSTA.
La médecine et les secours sont assurés pour le personnel et les étudiants de Polytechnique par un centre médical composé de médecins, de psychologues et d'une assistante sociale, et par une équipe de pompiers. Les services postaux et financiers sont assurés par un bureau de poste, et trois banques présentes en alternance. Il y a aussi un salon de coiffure et une borne SNCF.
Les services religieux sont articulés autour d'une chapelle, avec quatre aumôneries : l'aumônerie catholique, avec le père Nicolas Rousselot (sj) ; l'aumônerie israélite, avec le rabbin Haïm Korsia, grand rabbin de France ; l'aumônerie protestante, avec le pasteur Louis Pernot ; l'aumônerie musulmane, avec Nadir Mehidi.

## Vie étudiante

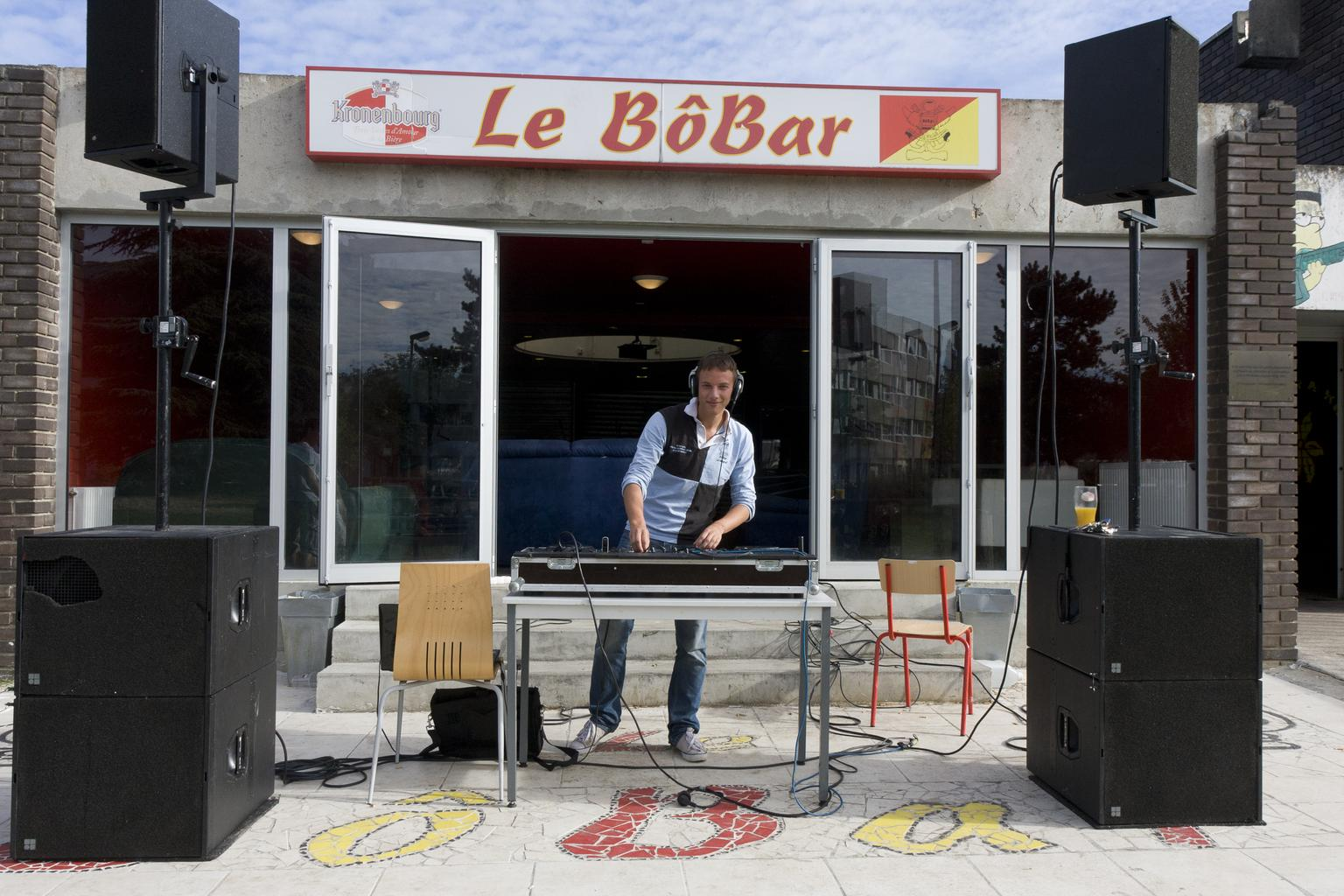
BôBar, bar des élèves.

L'association qui fédère les activités associatives de l'École s'appelle la Kès. En son sein existent près de deux cents binets, nom que les élèves donnent traditionnellement à leurs associations. Par exemple, on peut noter un grand nombre d'actions sociales regroupées dans l'ASK (Action Sociale de la Kès), comme l'Association Tremplin qui agit en faveur de l'ouverture sociale des Grandes Écoles, ou encore le programme Une Grande École Pourquoi Pas Moi. On peut noter également un grand nombre d'activités ludiques comme le BôBar (bar des élèves), le Styx (soirées de l'école), l'Atelier des Ondes (ADO, studio d'enregistrement à disposition des élèves), le JTX (couverture vidéo des événements de l'école), le Binet Œnologie (association d'œnologie de l'école) dont les cours sont assurés depuis la promotion 2003 par Raoul Salama ou la chorale de l'X qui a pu donner parmi ces concerts, un concert à l'église du Val-de-Grâce accompagnée de l'orchestre Ostinato dirigé par le chef d'orchestre Patrice Holiner.
Les doctorants possèdent leur propre association, appelée X'Doc. Celle des élèves du cycle master s'appelle l'Association des Masters de l'École polytechnique (AMiX). Ces associations développent des liens avec la Kès pour créer une vie de campus commune aux trois populations d'étudiants.

### La Kès

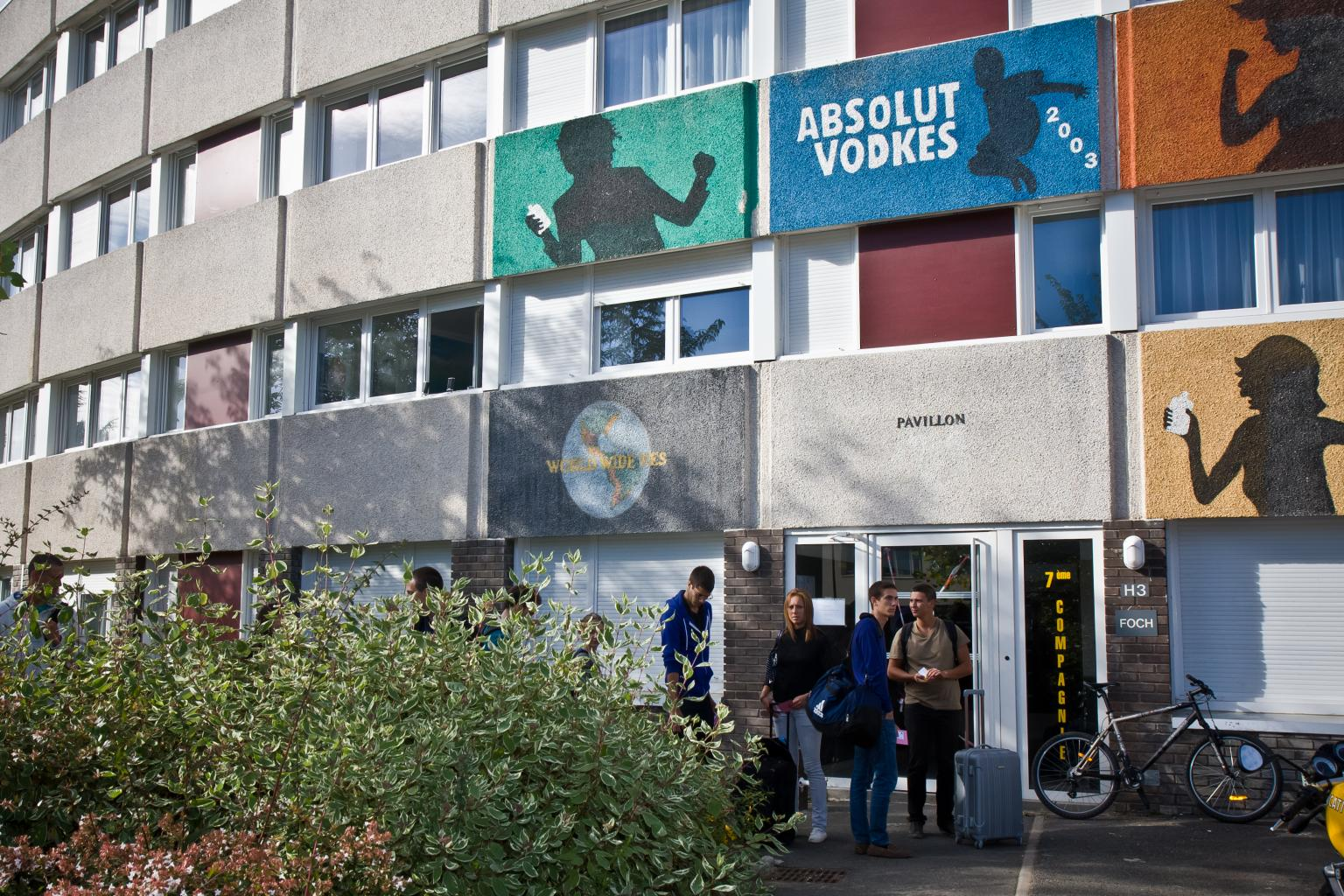
Fresques d'« Absolut Vodkès » et « World Wide Kès » sur le pavillon Foch.

L'origine de la Kès remonte à la création de l'École. À l'époque, les élèves les plus pauvres avaient du mal à joindre les deux bouts, d'autant plus que le nombre de bourses était limité. Quand en 1804 Napoléon fit de l'École une institution militaire, il imposa des frais de scolarité supérieurs à la solde associée au nouveau statut. Il arrivait alors chaque année que certains élèves se trouvent menacés d'expulsion, ne pouvant payer la pension. Commence alors l'activité de la caisse : deux élèves appelés caissiers étaient investis d'un pouvoir discrétionnaire sans contrôle et imposaient chaque année tous leurs camarades afin de redistribuer l'argent aux élèves les plus défavorisés. Avec l'augmentation du nombre de bourses, la caisse décida d'utiliser ses fonds à d'autres fins, comme le paiement des enterrements des élèves morts à l'École ou l'organisation de fêtes. À partir de 1860, l'argent récolté par la caisse sert aussi à financer des œuvres de charité à proximité de l'École. Le poste de caissier ayant pris de l'importance, le nombre de candidats était chaque année élevé. Ainsi, tous les ans avait lieu la campagne de caisse pour élire les deux caissiers, nommés à vie dans le but de s'occuper des affaires de leur promotion. La graphie évolua au cours des années pour devenir la Kès, néanmoins, le système changea peu jusqu'à l'après-guerre. Les caissiers étaient les représentants de leur promotion auprès des autorités et veillaient avec d'autres élèves à l'exercice des traditions et à l'application du Code X. Après le transfert à Palaiseau, la Caisse est devenue Kès. Elle est désormais composée de seize Kessiers ayant chacun un rôle particulier. Les élèves versent une somme prédéfinie tous les mois à la Kès, servant comme autrefois à organiser les soirées étudiantes et à étoffer la bourse offerte aux élèves étrangers qui ne perçoivent pas de solde, ainsi qu'à soutenir les différentes associations des élèves.

### Associations sportives

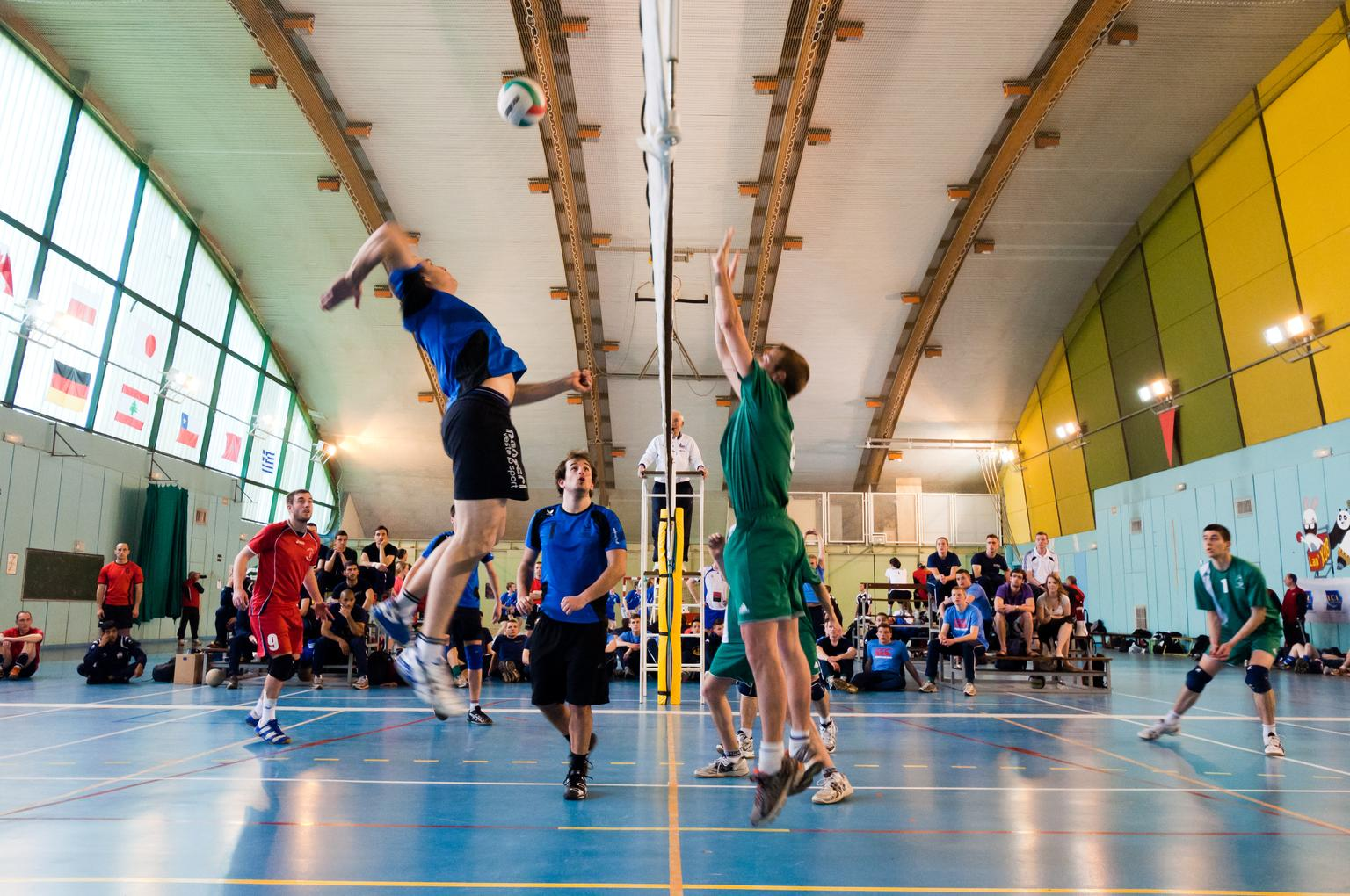
Match de volley-ball dans un des gymnases.

De nombreuses manifestations sportives ouvertes à d'autres universités sont organisées par les sections : le challenge international d'escrime de l'École polytechnique, le tournoi de judo de l'École polytechnique, le raid Polytechnique X-Areva, les 24 heures Natation, le Jumping international de l'X, le Tournoi Sportif des Grandes Écoles de la Défense…

#### Club Sportif de l'École polytechnique
Le Club Sportif de l'École polytechnique (CSX) propose des activités sportives et culturelles. Il est ouvert en priorité aux élèves et personnels du campus et à leur famille (Polytechnique, ENSTA, IOGS, Thalès…) et aux militaires et à leur famille. Les personnes extérieures sont autorisées dans les sections non saturées.

#### Jumping de l'X

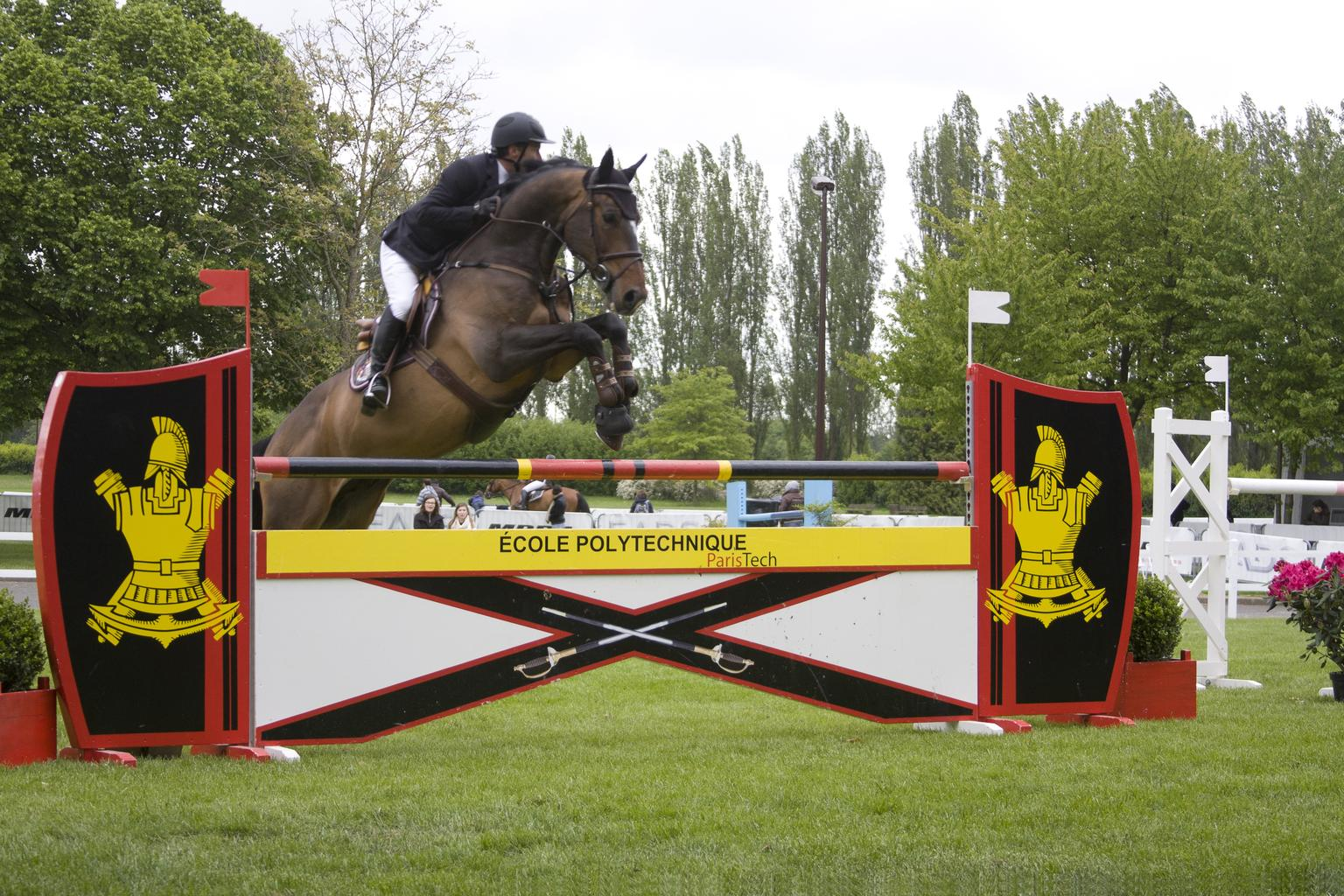
Jumping de l'X.

Tous les ans depuis 1982, la Société hippique de l'X organise le Jumping de l'X sur le terrain en gazon au bord du lac de l'École polytechnique. Depuis 2006, le Jumping est international (CSI**).
C'est le premier concours de saut d'obstacles international organisé uniquement par des étudiants, et le seul avec celui organisé par les étudiants de l'EDHEC Business School (CSI** de l'EDHEC Jumping). Les meilleurs cavaliers internationaux (Alexandra Ledermann, Éric Navet, Roger-Yves Bost…) ont déjà participé à cet événement à la dotation importante (plus de 70 000 €).

#### Student Yachting World Cup(SYWoC)
La Coupe du monde de voile des étudiants (ancienne Course de l'Europe) est organisée chaque année depuis 1979 par des étudiants de l'École polytechnique. Elle réunit chaque année les meilleurs équipages de voile de pays du monde entier (États-Unis, Canada, Chine, Japon, Australie, Royaume-Uni…) et constitue le Championnat de Voile étudiant officiel reconnu par l'ISAF - International Sailing Federation.

#### Le Raid X-Areva
Le Raid X-Areva est un raid nature multisports par équipes de deux. Il est ouvert uniquement aux étudiants et accueille 240 participants. Il est organisé entièrement depuis 2003 par une équipe d'élèves de l'École polytechnique. Ce Raid se veut sportif, mais également convivial et bon enfant. Il a habituellement lieu en fin de printemps.
Le Raid X-Areva propose un programme d'épreuves sur deux ou trois jours pour un parcours total d'environ 150 km. Épreuves : VTT, course à pied, course d'orientation, run and bike, rappel et tir à l'arc. Une épreuve de nuit est parfois organisée.
Le niveau des épreuves les destine à un public sportif mais pas forcément spécialiste des raids.

#### Challenge international d'escrime de l'X

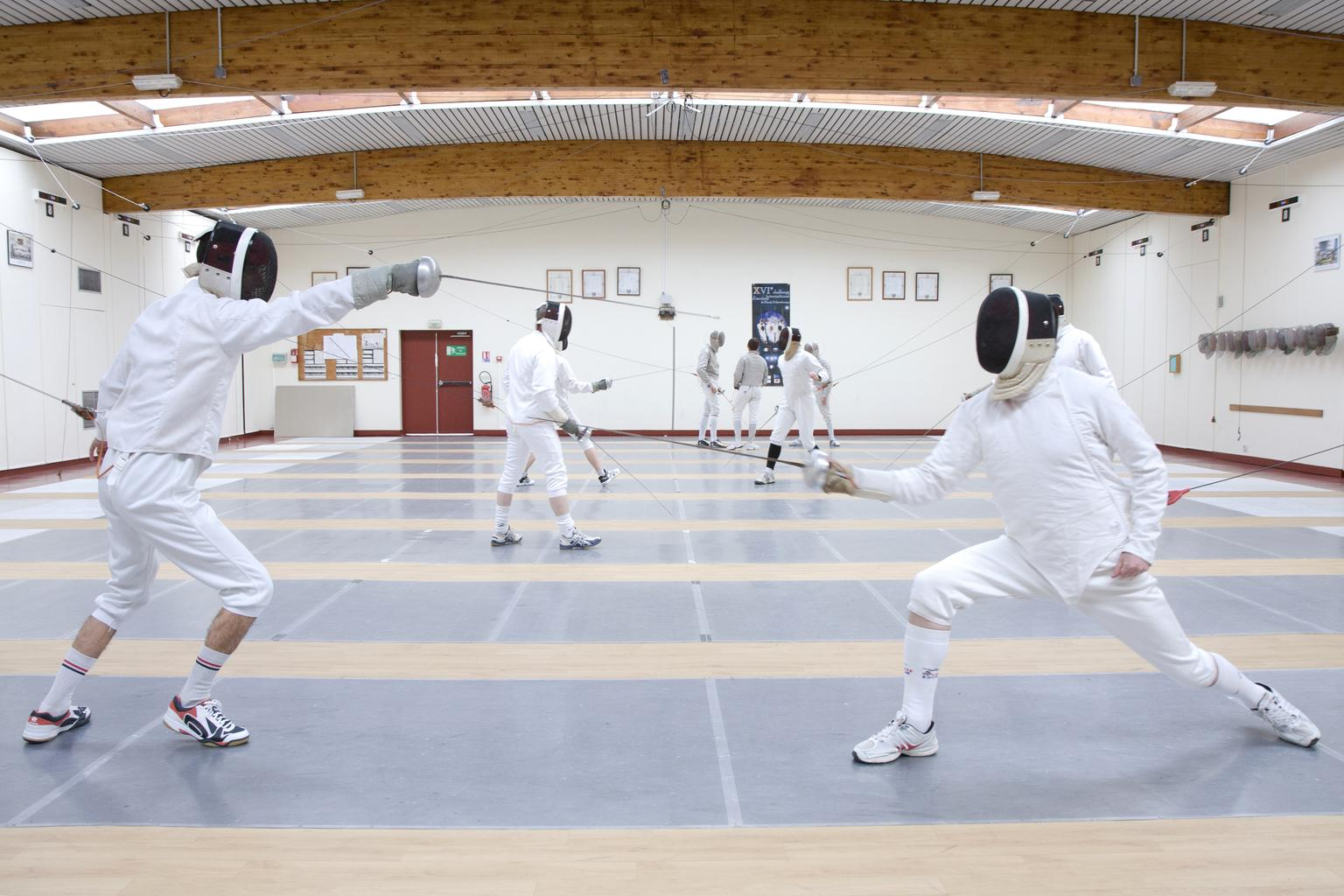
Salle d'armes de l'École polytechnique.

Le challenge international d'escrime de l'X existe depuis 1993. Entièrement organisé par des élèves de l'École, il s'agit d'une compétition d'un niveau international.
Le challenge dure trois jours et se déroule intégralement sur le campus de l'École polytechnique. En marge des combats entre escrimeurs de haut niveau, il y a également un tournoi universitaire ouvert aux étudiants français, et un tournoi réservé aux cadres militaires de l'École. À cette occasion sont organisées des exhibitions d'escrime handisport et de rapides initiations à ce sport pour les spectateurs curieux. Traditionnellement le challenge se termine par une soirée étudiante sur le campus de l'École ou dans Paris.

### Point Gamma

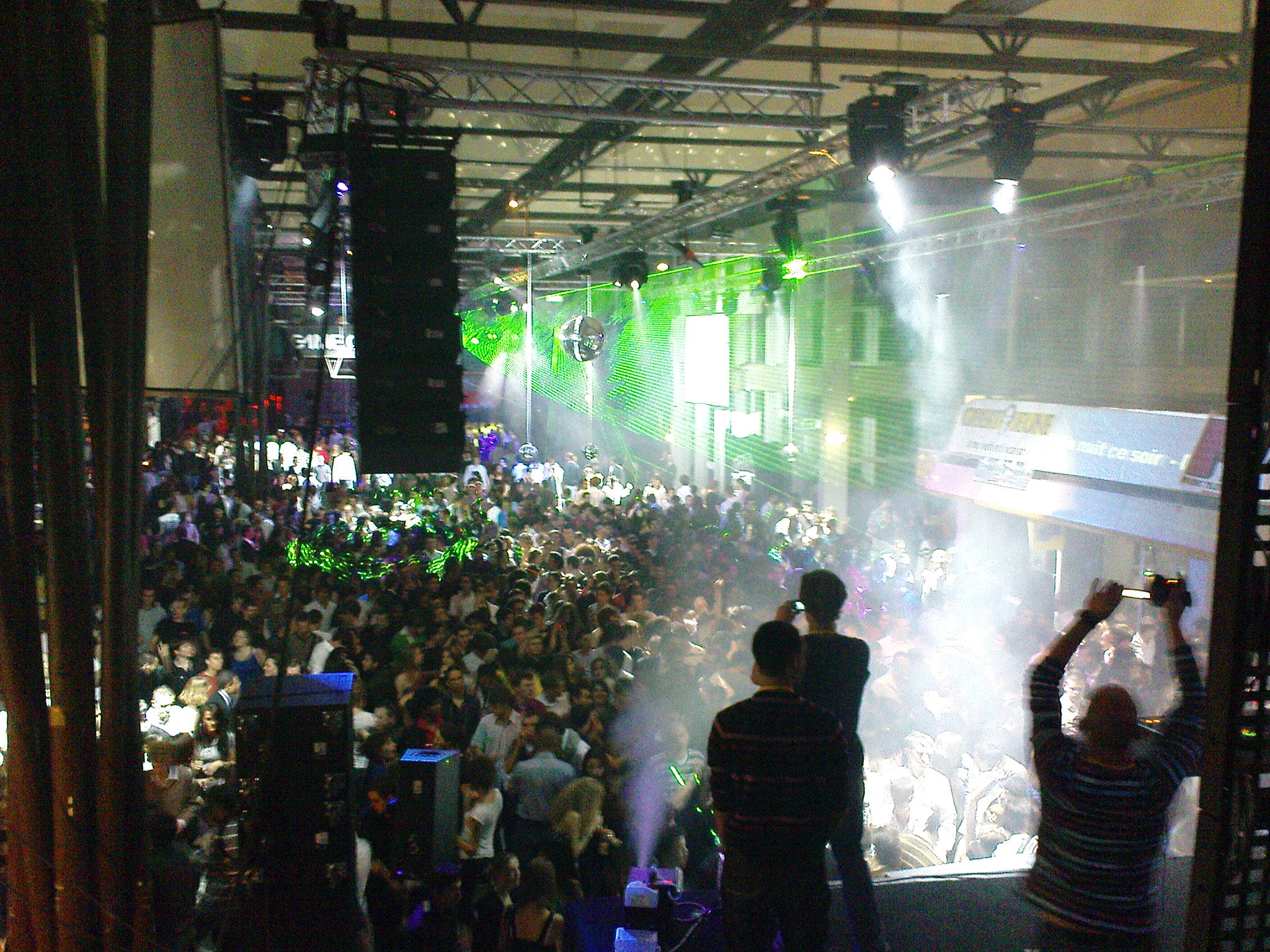
Grand hall de l'École pendant le Point Gamma 2008

Le Point Gamma est une soirée organisée chaque année au mois de mai ou juin sur le campus de l'École à Palaiseau. Rassemblant plus de 6 000 personnes, cet événement est entièrement organisé par les élèves de l'École et constitue la plus grande soirée étudiante et le plus ancien gala étudiant de France,[source insuffisante].

#### Histoire
Historiquement, le « point gamma » est le nom du moment où le soleil passe sur l'équateur à l'occasion de l'équinoxe de printemps. Émile Lemoine (X1861) est le premier à avoir alors imaginé un rite consistant à faire un défilé dans la cour de l'École polytechnique (alors située sur la montagne Sainte-Geneviève à Paris) en l'honneur du soleil mais surtout pour oublier les ennuyeux cours d'astronomie sur le point gamma. La première édition eut lieu en 1862 et le point gamma se célébra avec beaucoup de faste à partir de 1875. En 1880, le ministre de la Guerre interdit cette fête sous le prétexte qu'elle occasionnait de lourdes dépenses et était une perte de temps. La tradition est reprise en 1919 avant d'être de nouveau interrompue pendant la Seconde Guerre mondiale. Rétabli en 1947, le point gamma a continué à être célébré même après le transfert à Palaiseau en 1976,,.

#### Déroulement
Chaque année, le Point Gamma rassemble différents artistes. Les deux scènes principales scène DJ et live accueillent des artistes électro tandis que les scènes rock et tremplin rock sont animés par différents groupes, amateurs comme professionnels. En plus des concerts, d'autres activités peuvent être proposées selon les années comme du saut à l'élastique, des autos-tamponneuses ou encore du laser game mais aussi des spectacles de pole dance, des démonstrations de break dance et de catch.

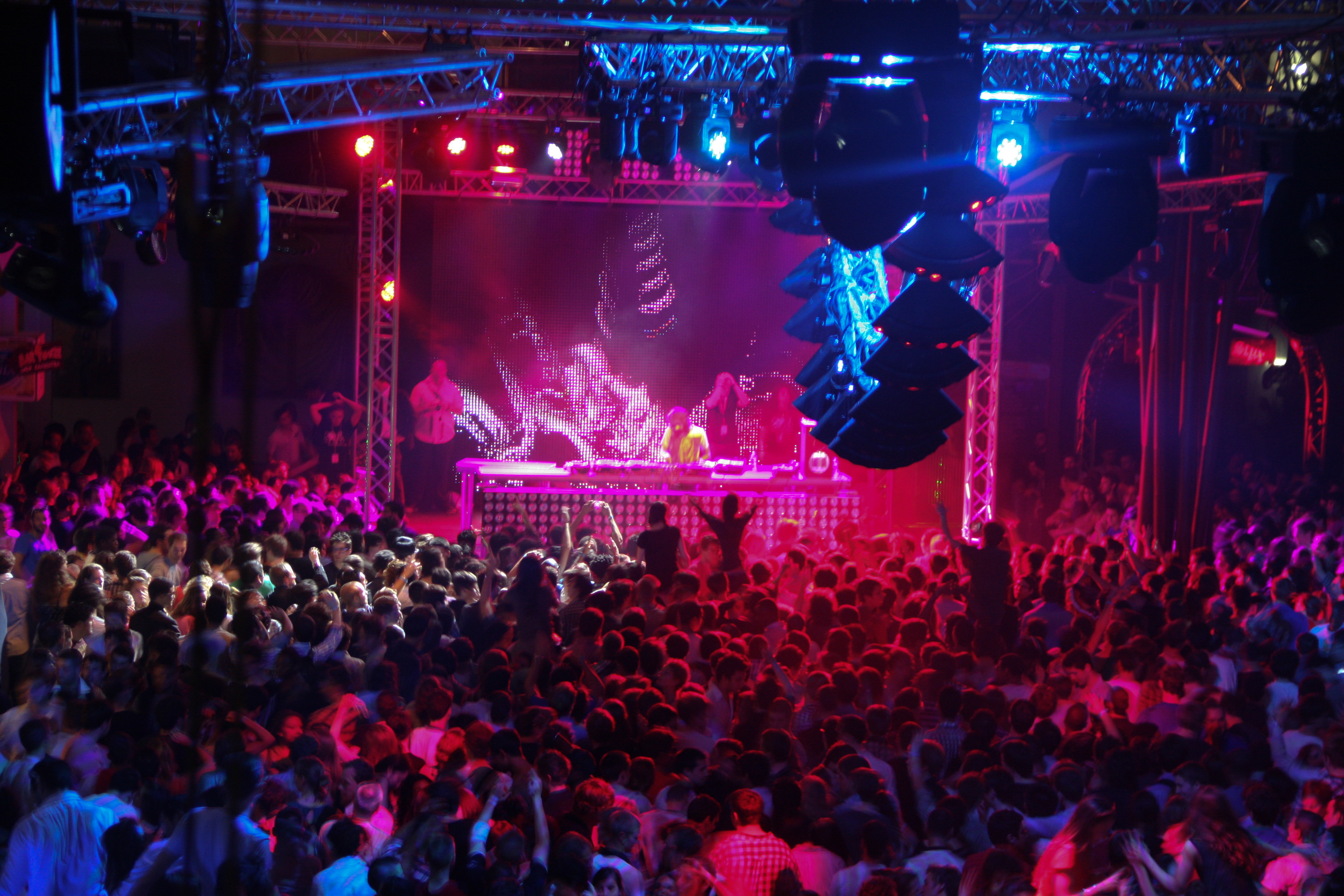
Scène DJ

L'événement est entièrement organisé par une équipe de trente élèves, travaillant dès le début du mois d'octobre. Ces élèves gèrent un budget de plus de 300 000 €,.

#### Historique des éditions
- 2017 : L'édition 2017 s'est tenue le 13 mai, les principaux artistes présents étaient Damien FLC, Ben Klock, Salut C'est Cool, Faul & Wad Ad, The Hacker, Panteros666, Mézigue et Plug-in. L'événement a débuté à 17h par un festival qui a permis à divers groupes de se produire sur scène. Il a été suivi par une soirée du même format que lors des éditions précédentes. Environ 5500 personnes étaient présentes. Le concours tremplin a été maintenu comme en 2016[82].
- 2016 : L'édition 2016 s'est tenue le 28 mai et a accueilli 5500 personnes. Orienté vers un format plus proche du festival que les années précédentes, la soirée a commencé plus tôt et a accueilli davantage d'artistes. Les artistes présents étaient Madeon, Vitalic, Pfel et Greem de C2C, Bondax, Les Gordon et enfin LeMarquis du label Kitsune. Le Point Gamma a également organisé un concours tremplin rock permettant à trois artistes amateurs de se produire sur la grande scène[83].
- 2015 : Le Point Gamma 2015 a eu lieu le 23 mai avec les artistes The Bloody Beetroots (SBCR DJ SET), Kavinsky, Cassius et Breakbot. 5 500 personnes étaient présentes. Il y eut les traditionnels stands de saut à l'élastique et un feu d'artifice sur le lac[84]Alexandra Stan sur la scène du Point Gamma 2012

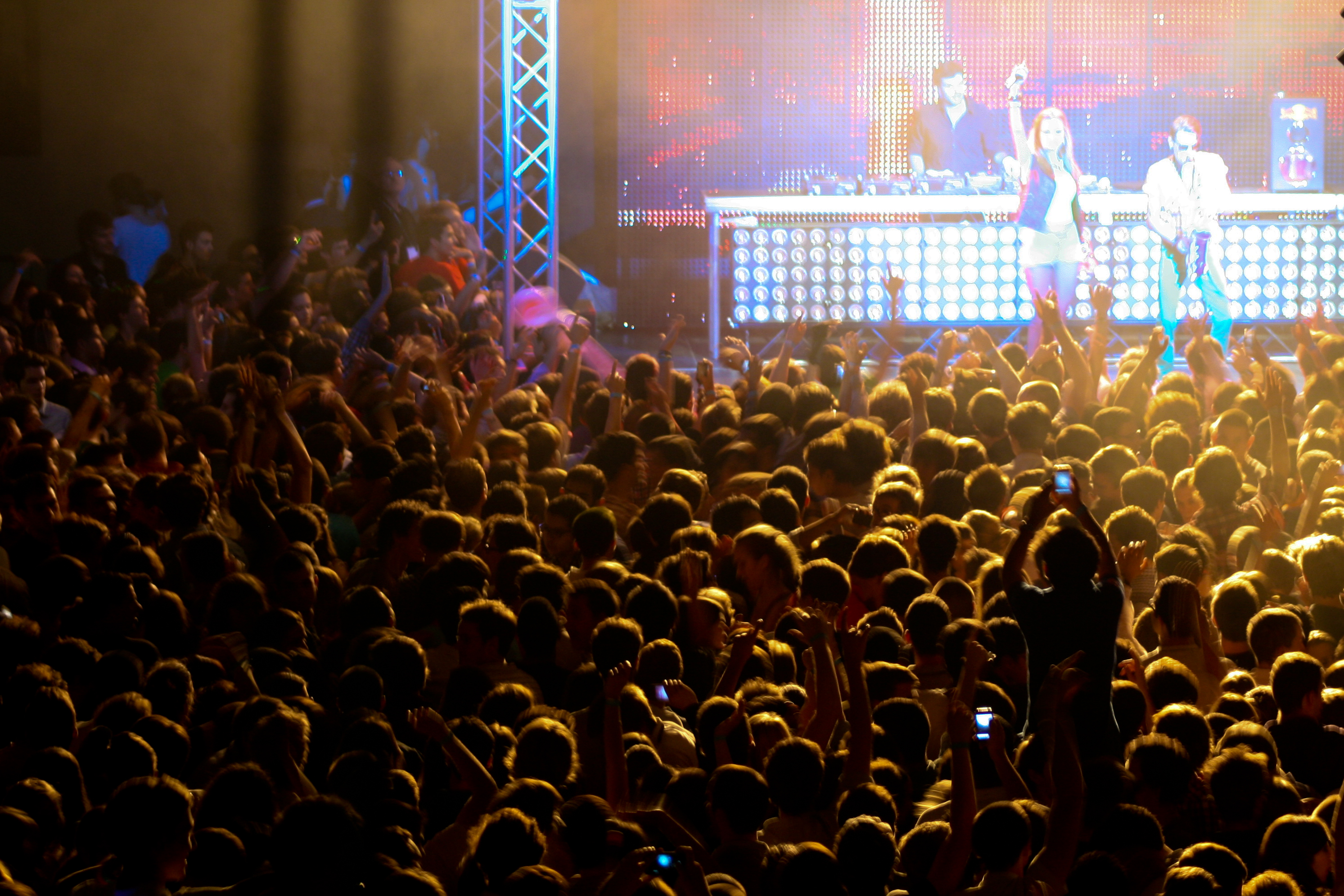
Alexandra Stan sur la scène du Point Gamma 2012

- 2014 : Le Point Gamma 2014 a eu lieu le 24 mai avec le duo français Justice comme tête d'affiche. Les autres artistes présents étaient Yuksek, Overwerk, The Toxic Avenger, Lemaitre, Uppermost et J.A.C.K.. 9 000 personnes étaient présentes[85].
- 2013 : L'édition 2013, organisée le 1er juin, a de nouveau réuni 7000 étudiants sur le campus de l'École polytechnique. Ouverte par la sono de l'école, le Styx, la scène live et la scène DJ ont accueilli des artistes tels que Steve Aoki, Joris Delacroix et les Naive New Beaters.
- 2012 : Le 2 juin 2012, 7 000 personnes étaient présentes. Parmi les artistes présents il y avait notamment Madeon, Bob Sinclar et Alexandra Stan.

### Bal de l'X
Tous les ans, l'Association des anciens élèves et diplômés de l'École polytechnique (AX) organise conjointement avec des élèves le bal de l'X. Le bal a généralement lieu sous les dorures de l'Opéra Garnier et est organisé sous le haut patronage du président de la République. Événement important de la vie nocturne parisienne, il attire chaque année de nombreuses personnalités. C'est une tradition de longue date de l'École puisque le premier bal remonte à 1879. À l'origine, c'était un concert, créé en 1877 pour financer la Société Amicale de Secours (SAS), ancêtre de l'AX.

### X-Forum
Organisé par l'association d'élèves X-Entreprises, le salon X-Forum a lieu tous les ans à l'École polytechnique la dernière semaine d'octobre. Il réunit plus de 2 000 visiteurs dont un millier de polytechniciens et de nombreux étudiants de Grandes écoles partout en France. Plus de 150 entreprises, écoles d'ingénieurs ou de commerce et d'universités internationales participent à l'événement dans le Grand Hall ainsi que la cour Vaneau de l'École. La veille des rencontres sur stand, la journée est consacrée à des conférences, ateliers CV et simulations d'entretien.

### Junior-Entreprise XProjets
XProjets est la Junior-Entreprise de l'école.
Elle est membre de la Confédération nationale des Junior-Entreprises. XProjets réalise des missions dans des domaines variés (ingénierie, informatique, conseil…) afin de permettre aux élèves d'appliquer leurs connaissances théoriques à des cas concrets.
Elle a été créée en 1981.

### X-Passion
X-Passion est une revue entièrement conçue par les élèves, qui en rédigent les articles et la mettent en page, et éditée par les éditions des Cassines avec l'aide d'un graphiste professionnel. Son tirage s'élève à environ 2 000 exemplaires. Elle paraît trois fois par an et est distribuée gratuitement à l'ensemble du personnel (étudiants, administration et chercheurs).
Les articles évoquent des sujets divers ayant trait à la vie des élèves ou abordent des thèmes plus généraux. Chaque numéro comporte un ou plusieurs dossiers (par exemple au cours des dernières années, René Girard, le mal, la Méditerranée, le cinéma, et l'opéra), offrant des informations et des analyses en matière d'histoire, de littérature, de philosophie, d'art mais aussi de sport et de sciences. X-Passion reflète les passions des élèves, variées et parfois spécialisées, et propose à ses lecteurs d'aller à la rencontre de personnalités politiques, intellectuelles ou artistiques.